# Durham University
Durham University (formelt University of Durham) er et offentligt kollegie-forskningsuniversitet i Durham, England, der blev grundlagt ved et Act of Parliament i 1832 og det modtog royal charter i 1837. Det var det første nye anerkendte universitet i England i mereend 600 år, efter Oxford og Cambridge, og det er således det tredjeældste universitet i England. Som kollegieuniversitet er dets primære funktioner opdelt i akademiske afdelinger på universitetet og dets 17 kollegier. Generelt udfører afdelingerne forskninger og underviser studerende, mens kollegierne er ansvarlige for deres logi og velbefindende.
Durham University er medlem af Russell Group for forskningsfokuserede britiske universiteter, og er også en del af det regionale N8 Research Partnership og internationale universitetsgrupper inkluderer Matariki Network of Universities og Coimbra Group. Universitetet inkluderer 83 listed buildings, der tæller Durham Castle fra 1000-tallet som det ældste til studenterforeningens bygning Dunelm House fra 1960 tegnet i brutalistisk stil. Universitetet ejer og driver Durham Verdensarvssted i samarbejde med Durham Cathedral. Universitetets ejerskab af verdensarvsstedet inkluderer Durham Castle, Palace Green og de omkringliggende bygninger inklusive det historiske Cosin's Library.
Durhams nuværende og emeritus ansatte talte i 2018 15 Fellows fra Royal Society, 18 Fellows fra British Academy, 16 Fellows fra Academy of Social Sciences, 5 Fellows fraRoyal Society of Edinburgh, 3 Fellows fra Royal Society of Arts, 2 Fellows fra Royal Academy of Engineering og 2 Fellows fra Academy of Medical Sciences. Personer med uddannelse fra Durham har længe brugt den latinske postnome betegnelse Dunelm efter deres grad, afledt af Dunelmensis (fra, tilhører, eller fra Durham).

## Alumni
I politik blev 14 Durham alumni eller tidligere ansatte blevet valgt til parlamentet ved valget i 2024 (8 Labour, 2 Conservative, 2 Liberal Democrats, 1 Green og 1 løsgænger). Alumni der har haft vigtige roller i den britiske regering tæller Edward Shortt, Home Secretary, og Mo Mowlam, Storbritanniens minister for Nordirland da Belfastaftalen blev indgået. Notable personer inden for jura inkluderer højestretsdommere, Anthony Hughes og Jill Black, samt Lord Chancellor, Robert Buckland. Alumni og tidligere ansatte inden for religion inkluderer to ærkebiskopperaf Canterbury, Michael Ramsey og Justin Welby, samt Libby Lane, den første kvindelige biskop i first woman bishop in the Church of England. Studerende fra Durham inden for militæret inkluderer to generalstabschef (det professionelle overhoved for British Army), Richard Dannatt og Mark Carleton-Smith.
Innden for naturvidenskab tæller alumni fra Durham science kosmologen John D. Barrow, vinder af Templeton Prize; partikelfysikeren George Rochester, medopdager af kaonen; geofysiker og statistiker Harold Jeffreys, vinder af Royal Societys Copley Medal; geolog Kingsley Charles Dunham, direktør for British Geological Survey; og astrofysiker Rosemary Coogan, fra det europæiske astronautkorps. Alumni in business have included Richard Adams, fair trade-pionér og grundlægger af Traidcraft, og Tim Smit, medgrundlægger af Eden Project. Mediepersoner inkluder Harold Evans, redaktør på The Sunday Times og The Times; Biddy Baxter, producer på Blue Peter; og tv-værterne George Alagiah, Gabby Logan og Jeremy Vine. Notable forfattere inkluderer Edward Bradley, forfatter til The Adventures of Mr. Verdant Green, og Hunter Davies, forfatter til The Beatles: The Authorised Biography.
Inden for sport har Durham haft flere professionelle atleter end noget andet britisk universitet. Sport-alumni inkluderer rugbykaptajnerne Will Carling og Phil de Glanville, cricketkaptajnerne Nasser Hussain og Andrew Strauss, og OL guldmedaljevinderne Jonathan Edwards og Sophie Hosking.